# Alatanheli
Alatanheli (kinesiska: 阿拉坦合力, 阿拉坦合力苏木) är en socken i Kina. Den ligger i den autonoma regionen Inre Mongoliet, i den norra delen av landet, omkring 590 kilometer nordost om regionhuvudstaden Hohhot.
Genomsnittlig årsnederbörd är 402 millimeter. Den regnigaste månaden är juni, med i genomsnitt 105 mm nederbörd, och den torraste är februari, med 4 mm nederbörd.